# Marmalade (productiebedrijf)
Marmalade was een Vlaams productiehuis, opgericht in 2013 door Yoshi Aesaert. Het bedrijf was gevestigd in Gent en produceerde films, televisieseries en live-entertainment. De vennootschap Marmelade en alle zuster vennootschappen werden in juli 2023 failliet verklaard.

## Producties

### Films
- 2015: De ontsnapping
- 2015: Wat mannen willen
- 2015: Keet & Koen en de Speurtocht naar Bassie & Adriaan
- 2016: SneekWeek
- 2016: Renesse
- 2017: Allemaal Familie
- 2017: Tuintje in mijn hart
- 2017: Alleen Eline
- 2017: Bad Trip
- 2019: BASTAARD

### Televisieserie
- 2017-2018: Gent-West Seizoen 1 en 2

### Live-entertainment
- 2016: Beauty and the Beast
- 2017: The Little Mermaid
- 2017: Disney in Concert: Pirates of the Caribbean

## Discografie CoolKids

### Singles
- "CoolKids" (2018)
- "Back To School" (2018)
- "Helden" (2018)
- "Geloof in jezelf" (2018)
- "Voel de Beat" (2019)